# Javawaldrebhuhn
Das Javawaldrebhuhn (Arborophila javanica), auch Javabuschwachtel genannt, ist eine Art der Waldrebhühner (Arborophila) aus der Familie der Fasanenartigen (Phasianidae).

## Merkmale und Lebensweise
Das Javawaldrebhuhn hat eine rundliche bis ovale Körperform, so wie anderen Waldrebhühner, und erreicht eine Länge von bis zu 28 cm. Es hat eine rötliche Krone und Nacken, rote Beine, graue Brust, braune Flügel, rote Gesichtshaut und schwarze Maske, Hals und Schnabel. Es hat einen rötlichen Bauch mit Weiß in der Mitte. Männchen und Weibchen sehen sich ähnlich. Das Junge hat ein weißliches Gesicht und einen rotbraunen Schnabel.
Es ist endemisch in Hügel- und Bergwäldern von West- und Ost-Java verbreitet. Das Weibchen legt bis zu vier Eier in ein gewölbtes Nest aus langen Gräsern, das vom Männchen gebaut wird.

## Taxonomie

Zoologische Ikonographie aus den Sondersammlungen der Universität van Amsterdam

Die Art wurde 1789 von dem deutschen Naturforscher Johann Friedrich Gmelin unter der Bezeichnung Tetrao javanicus wissenschaftlich erstbeschrieben. Gmelin stützte sich bei seiner Beschreibung auf das "javanische Rebhuhn", das 1776 von dem englischen Naturforscher Peter Brown beschrieben und illustriert worden war. Das kastanienbauchige Rebhuhn ist heute eine von etwa zwanzig Arten der Gattung Arborophila, die 1837 vom englischen Naturforscher Brian Houghton Hodgson eingeführt wurde. Der Gattungsname kombiniert das lateinische arbor, arboris, was „Baum“ bedeutet, mit dem altgriechischen philos, was „liebend“ bedeutet.
Es werden zwei Unterarten des Kastanienbauch-Rebhuhns anerkannt:
- A. j. javanica (Gmelin, J. F., 1789) – montanes Java
- A. j. lawuana Bartels, M., 1938 – montanes Ost-Zentral-Java